# بابا ماسي فال
بابا ماسي مبايي فال (بالفرنسية: Papa Massé Fall)‏ هو لاعب كرة قدم غيني بيساو سنغالي-الميلاد، يعلب في مركز حراسة المرمى.

## روابط خارجية
- بابا ماسي فال على موقع ناشيونال فوتبول تيمز (الإنجليزية)
- بابا ماسي فال على موقع Soccerway.com (الإنجليزية)